# 고백록 (루소)
《고백록》(프랑스어: Les Confessions)은 장 자크 루소의 자서전으로 1770년에 완성되었다. 반대파의 공격을 피해 은거하던 루소가 자신의 삶을 옹호하기 위해서 집필한 것이지만 자신에게 유리하거나 불리한 것을 가리지 않고 한 인간의 모든 것을 그대로 내보이고 있다.

## 작품 소개
아우구스티누스, 톨스토이의 작품과 함께 세계 3대 고백 문학으로 평가받는 《고백록》은 사회와 끊임없이 대립하면서도 자신의 정체성을 끝까지 지키고자 노력했던 루소의 삶을 가감 없이 보여주고 있다. 1756년 루소가 에르미타주로 이주하여 은거한 뒤부터, 백과전서파 철학자들과는 점점 사이가 멀어졌다. 특히 디드로가 <<사생아>>에서 루소를 공격했던 일로 인해서 그들은 결정적으로 결별하게 된다. 1756년 말 디드로는 루소에게 <<사생아>>를 헌정했는데, 루소는 이 책에서 “악인만이 홀로 있다”라는 문장이 명백하게 자신을 겨냥했다고 느끼며 분함을 금치 못한다. 이에 대해 루소가 불만을 표출하고, 디드로는 답변하는 식으로 서로에 대한 공격을 주고받았는데, 이러한 설전을 통해서 둘 사이의 적의 또는 오랫동안 쌓여온 갈등이 드러났다. 이 결별 이후 루소는 ‘철학자들’이 그를 파멸시키기 위해 끊임없이 공작을 꾸민다고 생각한다. 박해받고 있다는 피해 의식과 자신의 무고함에 대한 확신으로 인하여 그는 “지금 존재하고 있고 또 앞으로도 존재할 수 있을 유일한 인간상”인 자신의 진정한 모습을 세상에 알리고자 마음먹는다.
18세기에 프랑스는 경제적·사회적으로뿐만 아니라 정신적으로도 깊은 변화를 겪는다. 루이 15세와 루이 16세는 이 새로운 현실을 파악하지 못했기 때문에 정치적인 개혁을 할 수 없었고, 결국 구체제는 1789년 몰락하게 된다. 이에 ‘계몽주의 철학자들’은 이 현실을 이해하고 개혁의 필요성을 역설한다. 루소가 첫 번째 논문을 쓸 때부터 죽을 때까지(1750~1778), 급격한 지적 변동이 이었던 이 시기의 ‘철학자들’은 다음과 같은 특징을 가진다.
1. 첫째, 그들은 이성인(理性人)으로서 과학적인 관찰에 의해 입증된 것 혹은 논리적인 추론에 의해 증명된 것만을 진실로서 받아들였다.
2. 둘째, 인간 정신과 이성의 진보를 믿기에, 지식과 관련된 모든 영역에 흥미를 느끼면서 그것을 전파하기 위해서 애쓴다.
3. 셋째, 투쟁하는 인간으로서, 인간의 자유와 존엄, 행복을 위한 싸움에 참여하는 것을 자신의 의무라고 생각한다.

볼테르, 루소, 디드로가 바로 대표적인 ‘철학자들’이다. 그들은 인류 공영의 가치들을 구현하기 위해 행동하기를 주저하지 않았던 지적 엘리트들로서, 풍자적 소논문, 철학적 콩트, 백과사전의 논제, 논설, 시론(時論), 대담, 특히 편지 등을 통해 사회생활의 모든 분야에 개입한다. 루소가 1750년부터 1762년까지 쓴 작품들, 즉 <학문예술론>, <인간 불평등 기원론>, <사회계약론>, <에밀>, <사부아 보좌신부의 신앙고백>, <신 엘로이즈> 역시 그러한 연장선상에 있다. 
이렇게 루소를 포함한 ‘철학자들’이 작품을 쓰고 발표할 수 있었던 것은 경제적으로 후원을 받을 수 있는 사회 분위기와 토론과 논쟁을 할 수 있는 여건이 조성되어 있었기 때문이다. 당시 대부분의 지식인들은 자신의 펜만으로 살아갈 수 없어서 또 다른 활동을 하며 생계를 유지해야 했다. 랑그르의 칼 장수 아들인 디드로는 백과전서를 간행하기 위해 일하고, 시계공의 아들인 보마르셰는 사업을 한다. 제네바의 시계 제조업자의 아들인 루소는 음악가, 비서, 악보 필사업자 같은 온갖 직업을 전전한다. 그러나 이들에게는 문학과 예술을 옹호하는 후원자들이 있었다. 백과전서파의 집필자들은 엘베시우스와 조프랭 부인의 도움을 받았고, 몽테스키외는 탕생 부인의 재정적 도움으로 ≪법의 정신≫을 출판할 수 있었으며, 디드로는 러시아의 예카테리나 2세의 연금을 받는다. 루소는 독립에 대한 열망에도 불구하고, 데피네 부인, 뤽상부르 원수, 미라보 후작, 콩티 대군, 지라르댕 후작 같은 개명된 귀족들의 후원을 여러 번 받게 된다. 《고백록》에는 당대의 지성인들과 그의 후원자들이 교류하는 모습이 잘 나타나 있어서, 카페와 살롱을 무대로 하는 계몽주의 시대의 세태와 자식인들의 삶을 관찰할 수 있다.

## 평가
폴 존슨 (작가)은 그의 저서 《지식인들》에서 루소의 고백록에 나온 그의 어릴적 경력은 신뢰할 수 없는 데에 반해, 그의 편지와 그의 사업에 관한 방대한 내용은 흥미로운 사실들을 전한다고 평가하였다.

## 서지 정보
- 서익원 역, 2009년, 지식을만드는지식[깨진 링크(과거 내용 찾기)] ISBN 978-89-6406-226-5

## 같이 보기
- 케이크를 먹게 하세요

1. ↑  Johnson, Paul, 1928- (1988). 《Intellectuals》 1 U.S.판. New York: Harper & Row. 159/8956쪽. ISBN 978-0-06-187147-4.